# شاپور جورکش
شاپور جورکش (۱۰ بهمن ۱۳۲۹ – ۶ مرداد ۱۴۰۲) شاعر، مترجم، منتقد، پژوهشگر ادبی و نمایشنامه‌نویس اهل ایران بود. وی زاده شهرستان فسا در استان فارس بود و تا زمان مرگ در شیراز زندگی می‌کرد. آثار متعددی از وی منتشر شده که بوطیقای شعر نو شناخته‌شده‌ترین آنهاست.

## زندگی
او در ۱۰ بهمن ۱۳۲۹ در شهرستان فسا از توابع استان فارس زاده شد. تحصیلات خود را تا کارشناسی ارشد زبان و ادبیات انگلیسی از دانشگاه شیراز ادامه داد. مدتی تا سال ۱۳۵۸ در دانشگاه تدریس می‌کرد. او پس از انقلاب فرهنگی از دانشگاه اخراج شد و به‌اجبار به تدریس در آموزشگاه‌های خصوصی پرداخت.

## ماجرای اتوبوس ارمنستان
وی در ماجرای اتوبوس ارمنستان در سال ۱۳۷۵ و در جریان قتل‌های زنجیره‌ای در فهرست چهره‌های فرهنگی اعزامی بود که قرار بود در اتوبوس توسط دولت جمهوری اسلامی به قتل برسند.

## فعالیت هنری
کار او پیش از انقلاب تئاتر بود اما بعد از آن‌که تئاتر در شیراز با موانعی روبه‌رو شد، او کار فردی‌تری را برای بیان و بروز انتخاب کرد، و به سمت شعر رفت. پس از آن، ادبیات عرصه فعالیت شاپور جورکش شده‌است. سرپرستی کمیته تئاتر دانشگاه شیراز را از سال ۱۳۵۴ تا ۱۳۵۶ به عهده داشت. تدریس در کارگاه تئاتر کودک تلویزیون مرکز شیراز از سال ۱۳۵۴ تا ۱۳۵۸ از دیگر فعالیت‌های او بود.

## فعالیت ادبی
شناخته‌شده‌ترین کتاب شاپور جورکش بوطیقای شعر نو نام دارد که با رویکردی جدید و تازه شعر و شاعری نیما یوشیج را بررسی می‌کند. این کتاب توسط انتشارات ققنوس منتشر شده‌است و از کامل‌ترین کارها در زمینه شعر نیما یوشیج است. کتاب «زندگی، عشق و مرگ از دیدگاه صادق هدایت» نیز از بهترین کارهای حوزه هدایت‌پژوهی شناخته شده و در کنار کتاب محمد صنعتی از بهترین آثار این دوره‌است. این پژوهش در سال ۷۴ توسط نشر آکه به چاپ رسیده‌است. همین دو کتاب نقد و پژوهش کافی‌است تا جورکش را به عنوان پژوهشگر و منتقدی راهگشا تثبیت کند. جورکش دو منظومه شعر با نام‌های هوش سبز (انتشارات نوید) و نام دیگر دوزخ (انتشارات آگه) به چاپ رساند. دموکراسی و هنر و درآمدی تاریخی بر نظریه‌های ادبی از افلاطون تا بارت، پست مدرنیسم، و خفیه‌نگاری خشونت در سرزمین آدم‌لتی‌ها از آثار این شاعر، منتقد ادبی و مترجم هستند.

## تأسیس گروه ترجمه شیراز
یکی از مهم‌ترین فعالیت‌های ادبی جورکش تأسیس گروه ترجمه شیراز بود. جورکش در گفتگو با کتاب ماه ادبیات و فلسفه دربارهٔ چگونگی تشکیل این گروه می‌گوید: این گروه در سال ۱۳۷۶ شکل گرفت و اگر لطف حسینعلی نوذری نبود شاید تشکیل این گروه عملی نبود. دکتز نوذری که مسوول بخش پژوهش مؤسسه مطالعات تاریخ معاصر ایران است ترجمه چند کتاب را به من سفارش دادند و از آنجا به فکر افتادم که از انرژی بالقوه دوستان استفاده کنم. علی معصومی که کار ترجمه را به صورت حرفه‌ای دنبال می‌کند ناهید سلامی غلامرضا امامی، مرتضی ترسلی، پرویز صحت، و مهری عبادی در این گروه همکاری دارند. دوستان مترجم دیگری مثل عباس مخبر، عباس زندباف، و مهدی غبرایی نیز که در تهران هستند گروه را یاری داده‌اند. کار گروه در آغاز با کتاب‌های تاریخی شکل گرفت. این کتاب‌ها امکان تشکیل گروه را دادند. اما پس از آن به این نتیجه رسیدیم که ترجمه آثار نقد و نظر ادبی بهترین کاری است که می‌تواند انجام شود این کارها توسط خود گروه انتخاب می‌شود.

## سانسور
جورکش از جمله شاعرانی است که بارها طعم سانسور و حذف را چشیده‌است. یکی از مهم‌ترین کتاب‌های جورکش خفیه‌نگاری خشونت در سرزمین آدم‌لتی‌ها است. این کتاب سال ۱۳۸۹ و در فضای خاص آن ایام با استقبال خوبی مواجه شد. اما چهار روز پس از انتشار، بیشتر نسخه‌های آن از کتابفروشی‌ها جمع‌آوری و خمیر شد.
وی در این رابطه می‌گوید: کتاب خفیه‌نگاری خشونت در سرزمین آدم‌لتی‌ها که دربارهٔ جایگاه زن در ادبیات و جنبش‌های ادبی است در چهار روز اول انتشار فروش خوبی داشت. اما همان سال ۸۹ بعد از چهار روز جمع‌آوری و خمیر شد. دلیل این موضوع را هیچ‌وقت نفهمیدیم. شاید حساسیت‌های خاصی بود که نمی‌دانیم هنوز هم وجود دارد یا خیر.
وی در بهمن ۱۳۹۶ در گفتگو با هفته‌نامه صدا دربارهٔ این اتفاق می‌گوید: این اتفاق در دوره‌ای بود که ما فکر می‌کردیم دوره‌ای خاص است. اکنون انتظار می‌رود در روزگاری که این همه به امر نشر و کتاب خواندن بی عنایتی شده‌است. به نحوی این فرهنگ و فرهنگ آفرینان را از زیر ضربه فرهنگی در بیاورند.
در موردی دیگر جورکش گفته‌است مجموعه ممیزی وزارت ارشاد شرط صدور مجوز کتابی را حذف نام او از کتاب قرار داده‌است: کتابی با عنوان پسامدرنیزم با همکاری گروه ترجمه شیراز ترجمه کرده‌ایم که وزارت ارشاد به خاطر اینکه اسم من در گروه ترجمه است این کتاب را توقیف کرده‌است و از طریق نشر چشمه که ناشر این کتاب است پیغام داده که برای انتشار این کتاب باید اسم جورکش را از گروه ترجمه حذف کنید.
وی در گفتگویی دیگر گفت حاضر به بده بستان با ارشاد برای گرفتن مجوز نیست: کتاب‌هایم طبق معمول همچنان اجازه انتشار ندارند… ناشران معتقدند که باید به ارشاد بروم و دربارهٔ مسائلی با مسوولان ارشاد صحبت کنم. اما من دلیلی نمی‌بینم که برای انتشار کتابم کرامت انسانی را کنار بگذارم. باید کتابم بررسی شود؛ نه خودم. من حاضر به این کار نیستم. چون آن‌ها انتظارات دیگری علاوه بر موضوع کتاب‌ها دارند. می‌دانم برای کسانی که به منظور پیگیری وضعیت انتشار کتاب‌های‌شان به ارشاد رفته‌اند. شرایطی به‌وجود آورده‌اند که به نوعی نویسنده را در شرایط بده بستان قرار می‌دهد؛ نوعی سیاست چماق و هویج. مگر نوشتن چیست که آدم مجبور به این کار شود؟

## بوطیقای شعر نو
جورکش چه در کتاب‌هایش مثل بوطیقای شعر نو و چه در یادداشت‌ها و گفتگوهایش بخش عمده‌ای از همت خویش را صرف بازخوانی آرائ نیما کرده‌است. بهزاد کشمیری‌پور آرای جورکش دربارهٔ نیما را چنین گزارش می‌کند: جورکش اعتقاد دارد که «نیما شصت سال پیش متوجه شده بود که شعر کلاسیک ما به بن‌بست رسیده» و این بن‌بست برخلاف آنچه بسیاری از پیروانش معتقد بودند پیش از آنکه به ساختار شعر ربط داشته باشد به میدان و زاویهٔ دید شاعر مربوط است … جورکش معتقد است فرق کار براهنی که بعد از شصت سال همان حرف را به شکل دیگری مطرح می‌کند با نیما این است که نیما می‌آید و این تئوری را روی مفصلهای فرهنگی ما سوار می‌کند. از فرانسه می‌گیرد ولی روی مفصل‌های فرهنگی ما پیوندش می‌دهد… به نظر شاپور جورکش تغییر میدان دیدی که منظور نظر نیما بوده حتی از سوی نزدیکترین پیروانش نیز درک نشد.
جورکش در گفتگو با حورانژاد صداقت در هفته‌نامه کرگدن نیز فرازهایی از نگاه خویش به نیما را چنین ترسیم می‌کند:
-کار نیما صرفاً پیشنهاد یک قالب نبوده، بلکه تغییر دیدگاه یا تغییر زاویه صدا بود.
-شعر نیمایی گفتن کار سختی است. چون شاعر باید مثل نمایشنامه‌نویس پرسونا بیافریند تا هر کدام از شخصیت‌ها با هنجارهای طبقه و فرهنگ خاص خودش صحبت کند. شعر نیما زاویه صدای تازه و میدان دید تازه است که باید در آن به جای افراد مختلف نشست و با زبان آن‌ها صحبت کرد و از دید آن‌ها جهان را دید؛ از دید یک کارگر، روحانی، وکیل و… همان‌طور که نیما در شعر «افسانه» از دید عاشقی صحبت می‌کند که با موضوع شعر مواجه شده‌است. یا مثل «سه تابلوی مریم» میرزاده عشقی که افراد مختلف راجع به یک موضوع حرف می‌زنند. سرودن چنین شعرهایی واقعاً سخت است.
-حتی شاملو هم متوجه نشد نیما چه می‌گوید.
-از معدود کسانی که به دنبال شعر نیمایی رفتند، یکی اخوان ثالث بود که در شعرهایی مثل کتیبه و خوان هشتم توانست نظریات و کار نیما را اجرایی کند. حتی بعدها فروغ و آتشی هم از نیما جدا شدند و همان‌طور که گفتم، کسی اساساً شعر نیما را دنبال نکرد. حتی در زمینه تئوری هم کسی به اندیشه و نظرات نیما بهایی نداده‌است.
-نیما در این کار (نقد) یک نابغه بود، همچنان که صادق هدایت یک نابغه بود. امروز به اسم هدایت از جمالزاده تقلید می‌کنند. درست است که هدایت تئوری ننوشته، ولی تمام داستان‌هایش تم دارد. اصول داستان را فقط هدایت بود که رعایت کرد.
-نیمای نظریه‌پرداز از نیمای شاعر بسیارقدرتمندتر است. چطور می‌شود گفت نیما نظریه‌پرداز ضعیفی است؟ نظریه‌پردازی نیما بسیار منسجم است و حتی می‌توان نظریه او را به صورت شماتیک روی یک نمودار نشان داد. کسی که بخواهد بدون جهان بینی به نیما نزدیک شود، نمی‌تواند درکی از او داشته باشد.

## جدال ادبی
روز ۳۰ آبان ۱۳۸۶ مصاحبه‌ای با شاپور جورکش توسط روزنامه اعتماد منتشر شد. بنا به نوشته روزنامه اعتماد از آنجا که شاپور جورکش مباحثی تئوریک دربارهٔ شعر دهه هشتاد و در کنار آن ادبیات گذشته ایران مطرح کرده بود، طرح بعضی از نام‌ها نیز ناگزیر شده بود. یکی از این نام‌ها آقای رضا براهنی بود که در مقاله مفصل به شاپور جورکش پاسخ داد.
وی در این مصاحبه دربارهٔ تأثیرپذیری باباچاهی از شاملو می‌گوید: آقای باباچاهی که پوپولیسم احتمالی ادبی خود را مدیون دهه هفتاد می‌شناسند، می‌توانند با این گونه چشم‌بندی هر گونه احتمال تأثیر شاملو بر خود را انکار کنند. همچنان که بنا به موقعیت حق دارند از «عقل» تبری بجویند؛ ولی چون هیچ شائبه یی نسبت به حسن نیت نویسنده کتاب «عقل عذابم می‌دهد» در کار نیست، شاید من حق داشته باشم نظریه یی با این ولنگاری و بی دقتی را یکی از عوامل بن‌بست شعر دهه هفتاد تلقی کنم.
وی دربارهٔ رضا براهنی می‌گوید: رضا براهنی به عنوان یکی از نظریه پردازان شعر دهه هفتاد که با ذوق زدگی از یافته‌های خود هر نظریه غربی را شتاب زده به فرهنگ ایرانی وصله می‌زد، با عبارت‌هایی مثل «شعر پسانیمایی» یا «چرا من دیگر شاعر نیمایی نیستم» عملاً گنجینه یی را دفن می‌کرد که در بسیاری موارد می‌توانست پشتوانه تئوریک جنبش شعر دهه هفتاد باشد. مقلدان او نیما را خوانده شده فرض می‌کردند. در حالی که رهروان اندیشه ورز او برای تحکیم مبانی جنبش نیمه تمام مانده خود هم که شده از بازخوانی نظریه‌های نیما گریزی ندارند… براهنی در مقام یک شاعر شاید حق داشته باشند در خطابه یی تغییرات صدو هشتاد درجه یی خود را به عنوان حسن کار خود تلقی کنند. اما به عنوان یک نظریه‌پرداز، دمدمی - مزاجی نمی‌تواند نشانه تکامل فکری ایشان قلمداد شود. شاعر شاید بتواند به جنون شعری ببالد ولی این جنون اگر در نظریه‌پردازی با شعور متکامل همراه نباشد جز اسکیزوئید گفتاری چه حاصلی خواهد داشت و کدام نمونه غربی یا شرقی اش را می‌توانیم به یاد بیاوریم؟ طرح‌های براهنی متأسفانه خیلی اوقات قربانی شتاب زدگی و ذوق زدگی تازه آموخته‌های ایشان شده‌است.
در ۲۶ آذر ۱۳۸۶ براهنی پاسخی مفصل بر این مطلب نگاشته و روزنامه اعتماد آن را منتشر می‌کند. براهنی می‌نویسد: «شاپور جورکش آقای باباچاهی را «ژورنالیست و شاعر معاصر» خوانده‌است. همه می‌دانند که آقای باباچاهی شاعر و منتقد ادبی است. این نخستین بار است که کسی او را «ژورنالیست» می‌خواند. گویندهٔ این حرف با قرار دادن عنوان «ژورنالیست» پیش از عنوان شاعر تلویحاً خواسته‌است نشان دهد که اگر کسی با نویسنده یا شاعری اختلاف پیدا می‌کند، می‌تواند به او مقامی بدهد که به زعم او دادن آن مقام استخفاف مقام شاعر است. ایشان در واقع به «ژورنالیست» توهین کرده تا به زعم خود آقای باباچاهی را تنزل مقام دهد. با در نظر گرفتن اینکه «ژورنالیست» فی نفسه، و در همه جا، به ویژه در فراز و نشیب حرکت دموکراسی در کشور ما، نقشی حیاتی بازی می‌کند، نویسنده باید نخست از «ژورنالیست» ها عذر بخواهد که قصد استخفاف آنان را داشته، ثانیاً از آقای باباچاهی عذر بخواهد که هر چه باشد آنچه تاکنون نوشته و چاپ کرده در حوزهٔ شعر و نقد شعر بوده‌است.»
وی دربارهٔ تأثیرپذیری خویش از غرب می‌گوید: شاپور جورکش خواسته‌است بگوید که آنچه براهنی در شعر و نقد ادبی در زبان فارسی نوشته، از غرب آمده‌است. شگفت‌انگیز است که او برای اثبات حقانیت شعر پیش از شعر اخیر من، متوسل به الیوت و ریچاردز و مسئله «آیرونی» غکذا فی الاصلف شده‌است، یعنی ایشان متأثر از آدم‌هایی است که زمانی من از آن‌ها چیزهایی را نقل کردم- تقریباً نزدیک به نیم قرن پیش. امیدوارم شاپور جورکش پنجاه سال دیگر عمر کند تا از کسانی که من در طول این چند سال گذشته چیزهایی را نقل کرده‌ام برای اثبات حقانیتش در برابر کسانی که معاصر با فلاسفه و نویسندگان نیم قرن بعد خواهند بود، چیزهایی را نقل کند؛ و تازه مسئله اصلاً و ابداً این نیست. مسئله این است: سعی کنیم موقعیت را معکوس کنیم. مرکز اصلی نظریه‌پردازی ادبی در جهان نخست فرانسه است و بعد آلمان و پس از این دو دانشگاه‌های آمریکا. آنچه در شوروی سابق توسط امثال فرمالیست‌ها و استروکتورالیست‌ها و میخائیل باختین نوشته شده، اول به فرانسه رفته، بعد به آمریکا راه یافته‌است. من همه چیز را از این بابت به انگلیسی خوانده‌ام اما هرگز به آن‌ها اکتفا نکرده‌ام. اما خود آمریکا و انگلیس از دید نظریه‌پردازی به پای فرانسه و آلمان نمی‌رسند. علتش فلسفهٔ آلمان است و نظریه پردازان فلسفی و ادبی فرانسه. من اعتراف می‌کنم که متأثر از غرب بوده‌ام، مثل ادوارد سعید. اما سعید چیزی به عربی ننوشته. من به استثنای یک کتاب، تعدادی مقاله نظری و سیاسی و اجتماعی و مقادیری شعر، همهٔ آثارم را به زبان فارسی نوشته‌ام.

## کناره‌گیری از داوری جایزه شاملو
در ۲ اسفند ۱۳۹۶ روزنامه ایران در یادداشتی به قلم شاپورجورکش از حاشیه‌های کناره‌گیری وی از داوری جایزه شعر شاملو در سال ۱۳۹۴ خبرداد.
وی در این باره نوشت: در چنین جایزه‌ای که به خاطر نام آیدا و شاملو می‌شود آن را جایزه ملی شعر دانست، چرا از مجموع ۱۵ داور فقط یک داور از شهرستان و ۱۴ نفر از پایتخت‌اند. دیگر اینکه از همان ابتدا که آقای حافظ موسوی در مورد تشکیل هیئت داوری با من مشورت کرد ترکیب جنسیتی داوران نیز مورد گفتگو بود (که با حضور خانم‌ها فرشته ساری و پروین سلاجقه کمی متعادل شد) و جواب آقای موسوی این بود که مگر در شهرستان‌ها هم شاعر زن وجود دارد؟ این نوع ذهنیت خود – برتربینی پایتختی حساب نمی‌کند که بابا در شهرستان‌ها لااقل خانم‌هایی هستند که از طرف کارنامه خودتان جایزه گرفته‌اند.
وی ادامه داده بود: از ابتدا معلوم بود که نظر و اراده دبیر جشنواره و سایه‌های پشت پرده چیست. محض همین من سعی کردم با استدلال‌های فنی که تلفنی برای گروه داوری می‌گفتم و انتظار داشتم دلایل انتخاب نفر اول مستدل باشد؛ اما آقای موسوی با ذهنیت سازی برای گروه داوری جبهه‌ای شکل داده بود که برایش انتخاب نفر مورد نظر فرض مسلم بود. (...) و این حرف به این معنا نیست که داوران دیگر آن دوره و حتی من که از داوری در آخرین لحظه انصراف دادم آلت دست نشدیم. آلت دست شدیم که هیچ، بلکه در دروغ آشکاری که مدعی شاعری برتر آسیا بود هم ناخودآگاه دست داشتیم چرا که آن سال جایزه شاملو پلی بود برای میانبر به آسیای امروز. هرچند به نظر من آن دوست شاعرمان با وجود این ادعا مثل همیشه اعتبار انسانی و شاعرانگی خود را داشته و دارد. اما همین حس غبن که با شرکت در داوری آن سال گریبانگیرم شد الآن مرا به عذرخواهی وامی‌دارد و ناگزیرم می‌کند ماجرا را بازگو کنم بی آن که دیگر تن به مصلحت جویی و گوش دادن به سخن مصلحت جویانه بزرگان بدهم.
پروین سلاجقه از دیگر داوران معترض این جشنواره دربارهٔ استعفای جورکش می‌گوید: انصراف شاپور جورکش به‌دلیل ابهاماتی بود که در روند داوری وجود داشت. برای خود من هم تا زمانی که همه ابعاد قضیه روشن نشود، این تصور و این ابهامات که منجر به استعفای جورکش شد، وجود دارد. متأسفانه شواهدی هم که از نخستین دوره داوری وجود داشت و انتخاب نهایی اسامی برگزیدگان این قضیه را تأیید می‌کند.

## درگذشت
شاپور جورکش از ۲۷ تیر ۱۴۰۲ به علت مشکلات ریوی در بیمارستانی در شیراز بستری بود و سرانجام در ۶ مرداد ۱۴۰۲ درگذشت.

## آثار منتشر شده
- برنامه‌ریزی نوین: آموزش خلاق زبان از طریق بازی‌های آموزشی برای: مهدکودک‌ها، آموزشگاه‌ها و موسسه‌های زبان/ نشر راهگشا/ چاپ اول ۱۳۷۸
- بوطیقای شعر نو: نگاهی دیگر به نظریه و شعر نیما یوشیج/نشر ققنوس / چاپ اول ۱۳۸۳/ چاپ چهارم ۱۳۹۳
- پست‌مدرنیسم و … / ترجمه مشترک شاپورجورکش با مرتضی ترسلی و گلناز دواتگر/ نشر چشمه / چاپ اول ۱۳۹۴
- درآمدی تاریخی بر نظریهٔ ادبی از افلاتون تا بارت/نویسنده:ریچارد هارلند/ گروه ترجمه زیر نظر شاپورجورکش با همکاری علی معصومی، ناهید (تبریزی) سلامی/ نشر چشمه/ چاپ اول ۱۳۸۲ /چاپ چهارم ۱۳۹۳
- دموکراسی و هنر/آرتور ملرز، ریچارد زینمان/ مترجم: گروه ترجمه شیراز / نشر چشمه / چاپ اول ۱۳۸۵ /چاپ سوم ۱۳۹۶
- زندگی، عشق و مرگ از دیدگاه صادق هدایت: نگاهی نو به‌بوف کور و دیگر عاشقانه‌های هدایت/ مؤسسه انتشارات آگاه /چاپ اول ۱۳۷۷ /چاپ دوم ۱۳۷۸
- نام دیگر دوزخ: یک شعر (۱۳۷۸–۱۳۶۷)/ مؤسسه انتشارات آگاه / چاپ اول ۱۳۸۰
- هوش سبز (۶۱–۶۳)/ نشر نوید شیراز/ چاپ اول ۱۳۶۹